# Johnny Goodbye
Johnny Goodbye est un personnage de bandes dessinées créé par Dino Attanasio. Johnny Goodbye est un détective privé qui vit à Chicago. Il combat principalement la mafia italienne.

## Personnages
Outre Johnny, on retrouve toujours Audie, son assistant maladroit et gourmand. Dans Johnny Goodbye aux Jeux Olympiques, on apprend leur amitié avec London Bridge, un boxeur noir et son petit frère Washington. Le fameux Al Capone est l'ennemi principal de Johnny.

## Œuvres
- Chicago story, dessins de Dino Attanasio, texte de Martin Lodewijk, adaptation du néerlandais par Guy Hempay, Dargaud, 1979  (ISBN 2-205-01233-9)[1]

- L'Étoile silencieuse, dessins de Dino Attanasio, texte de Martin Lodewijk, traduction de De Stille ster, Dargaud, 1979  (ISBN 2-205-01510-9)

- L'Archet diabolique, dessins de Dino Attanasio, texte de Martin Lodewijk, adaptation française Guy Hempay, traduction de Johnny Goodbye contra Fiddles Paganini, Dargaud, 1980  (ISBN 2-205-01625-3)

- La Bande à Ma Barker, dessins de Dino Attanasio, texte de Martin Lodewijk, Dargaud, 1981  (ISBN 2-205-01698-9)

- Johnny Goodbye aux Jeux Olympiques, dessins de Dino Attanasio, texte de Yves Duval, Édition des Archers, 1984

- L'Héritage du Sicilien, dessins de Dino Attanasio, texte de Yves Duval, Édition des Archers, 1986

- 8 Huile de freins de morue, Hibou, 23 mars 2017
Scénario : Eddy Ryssack - Dessin : Dino Attanasio - Couleurs : quadrichromie -  (ISBN 978-2-87453-092-0)